# Friesodielsia unonaefolia
Friesodielsia unonaefolia är en kirimojaväxtart som först beskrevs av A. Dc., och fick sitt nu gällande namn av Cornelis Gijsbert Gerrit Jan van Steenis. Friesodielsia unonaefolia ingår i släktet Friesodielsia och familjen kirimojaväxter. Inga underarter finns listade i Catalogue of Life.